# SNCAC NC.1080
SNCAC NC.1080 – prototyp francuskiego, pokładowego samolotu myśliwsko-bombowego, który powstał w wytwórni Société Nationale de Constructions Aéronautiques du Centre (SNCAC) pod koniec lat 40.

## Historia
Dowództwo francuskiego lotnictwa morskiego ogłosiło konkurs na nowy, bombardujący myśliwiec pokładowy z napędem odrzutowym. Do konkursu stanęła wytwórnia SNCAC, która zaprezentowała prototyp samolotu oznaczonego jako SNCAC NC.1080. Maszyna po raz pierwszy wzbiła się w powietrze 29 lipca 1949. Niestety 10 kwietnia 1950 roku samolot uległ rozbiciu i dalszych prób już nie kontynuowano, zwłaszcza, że w międzyczasie zapadła decyzja o budowie licencyjnej brytyjskiej maszyny de Havilland Sea Venom, którą przyjęło na swoje uzbrojenie francuskie lotnictwo morskie. W pokonanym polu pozostała również inna rodzima konstrukcja, Arsenal VG 90 wytówrni Arsenal de l’Aéronautique.

## Konstrukcja
NC.1080 był jednomiejscowym, całkowicie metalowym, wolnonośnym dolnopłatem. Napęd stanowił silnik turboodrzutowy Rolls-Royce Nene budowany we Francji na licencji w zakładach Hispano-Suiza. Skrzydło o obrysie trapezowym z niewielkim wzniosem i skosem 25°, zaopatrzone w sześciosegmentowe klapy szczelinowe. Kadłub o konstrukcji półskorupowej i kołowym przekroju. Cała tylna część kadłuba za skrzydłami mieściła silnik i można było ją łatwo oddzielić od części przedniej samolotu. Wolnonośne usterzenie klasyczne, usterzenie poziome zamontowane było w 1/3 wysokości statecznika pionowego. Podwozie trójzespołowe, chowane, przednie do wnęki w kadłubie, główne do wnęk w skrzydłach samolotu. Na wysokości kabiny pilota, po obu stronach kadłuba znajdowały się boczne chwyty powietrza dla silnika. Prototyp nie był uzbrojony chociaż w przypadku budowy wersji seryjnej przewidywano zamontowanie na dziobie trzech działek kalibru 20 mm oraz możliwość zabierania uzbrojenia podwieszanego. Prototyp nie był przystosowany do operowania z lotniskowców.